# Salzbödenkopf
Salzbödenkopf är en bergstopp i Österrike.   Den ligger i distriktet Dornbirn och förbundslandet Vorarlberg, i den västra delen av landet, 500 km väster om huvudstaden Wien. Toppen på Salzbödenkopf är 1 765 meter över havet, eller 159 meter över den omgivande terrängen. Bredden vid basen är 1,2 km. Salzbödenkopf ingår i Kanisfluh.
Terrängen runt Salzbödenkopf är bergig norrut, men söderut är den kuperad. Runt Salzbödenkopf är det ganska glesbefolkat, med 47 invånare per kvadratkilometer.. Närmaste större samhälle är Dornbirn, 10,1 km norr om Salzbödenkopf. 
Trakten runt Salzbödenkopf består i huvudsak av gräsmarker.